# November 2010
Dit artikel geeft een chronologisch overzicht van alle belangrijke gebeurtenissen per dag in de maand november van het jaar 2010.

## Gebeurtenissen

### 1 november
- Op Nauru herkiest het parlement Marcus Stephen als president. Daarmee komt er op 's werelds kleinste eilandstaat een einde aan de noodtoestand en een politieke impasse van acht maanden.
- Niger keurt in een referendum een nieuwe grondwet goed die de weg vrij moet maken voor een burgerlijk bestuur. Het land wordt sinds de staatsgreep van februari jongstleden geleid door een militaire junta.
- In Athene worden bompakketten onderschept die bestemd waren voor de ambassades van België en Nederland en voor de Franse president Nicolas Sarkozy. Een ander pakje, bestemd voor de Mexicaanse ambassade, ontplofte in een koerierbedrijf en eiste aldaar een lichtgewonde.

### 2 november
- Bij de Amerikaanse congresverkiezingen behoudt de Democratische Partij de meerderheid in de senaat, maar verliest ze die in het Huis van Afgevaardigden aan de Republikeinse Partij.
- Verschillende landen in Europa en Noord-Amerika weren alle vracht en post uit Jemen na de onderschepping van explosieven afkomstig uit dat land in de Verenigde Arabische Emiraten en het Verenigd Koninkrijk op 29 oktober.

### 4 november
- In Ivoorkust gaan huidig president Laurent Gbagbo van het sociaaldemocratische FPI en voormalig premier Alassane Ouattara van de liberale RDR door naar de tweede ronde van de presidentsverkiezingen. De vroegere president Henri Konan Bédié, lid van de conservatieve PDCI/RDA, strandt op de derde plaats.
- Een vliegtuig van de Cubaanse maatschappij Aero Caribbean stort neer tijdens een binnenlandse vlucht tussen Santiago de Cuba en de hoofdstad Havana. Van de 68 inzittenden, onder wie drie personen met de Nederlandse nationaliteit, overleeft niemand de crash. (Lees verder)
- De NASA-ruimtesonde Deep Impact bezoekt tijdens de EPOXI-missie de komeet 103P/Hartley en stuurt foto's van het oppervlak terug naar de Aarde.
- Een Airbus A380 van de Australische luchtvaartmaatschappij Qantas maakt een voorzorgslanding op de internationale luchthaven Changi van Singapore nadat tijdens de vlucht een probleem met een motor plaatsvond waarbij stukken van de beplating en onderdelen van de motor op het Indonesische eiland Batam terechtkwamen.

### 5 november
- Jakaya Kikwete (CCM) wordt met 61% procent van de stemmen bij presidentsverkiezingen in Tanzania herkozen voor een tweede ambtstermijn. Tijdens gelijktijdige parlementsverkiezingen wordt Salum Khalfani Bar'wan voor het CUF als eerste albino verkozen in de assemblee.

### 6 november
- Bij de Nederlandse judokampioenschappen (mannen) in het Topsportcentrum Rotterdam gaan de titels naar Jeroen Mooren (–60 kg), Wytze de Jong (–66 kg), Dex Elmont (–73 kg), Guillaume Elmont (–81 kg), Glenn Bolleboom (–90 kg), Berend Roorda (–100 kg) en Luuk Verbij (+100 kg).

### 7 november
- Paus Benedictus XVI wijdt in Barcelona de Sagrada Família in tijdens de eerste mis in de enorme kerk. De Sagrada Família is al sinds 1882 in aanbouw en zal pas rond 2026 klaar zijn, maar doordat het schip dit jaar voltooid is kunnen er nu al diensten worden gehouden.

### 8 november
- De Large Hadron Collider, een ondergrondse deeltjesversneller op de Frans-Zwitserse grens, produceert een minioerknal door loodionen op elkaar te laten botsen. Daarbij ontstaan temperaturen boven de 10 miljard graden.
- De nationalistische YAP van huidig president İlham Əliyev wint de parlementsverkiezingen in Azerbeidzjan en behaalt 73 van de 125 zetels.
- Op de Comoren gaan Ikililou Dhoinine, Mohamed Said Fazul en Bianrifi Tarmidhi door naar de tweede ronde van de presidentsverkiezingen. In overeenstemming met een rotatiesysteem, waarbij de drie deelstaten om beurten de president leveren, komen zij allen van het eiland Mohéli.
- De Franse schrijver Michel Houellebecq wint de Prix Goncourt voor La Carte et le Territoire en de Belg David Van Reybrouck sleept met Congo. Een geschiedenis de AKO Literatuurprijs in de wacht.

### 9 november
- De USDP van premier Thein Sein, die de militaire junta steunt, claimt ongeveer 80% van de zetels te hebben veroverd tijdens internationaal fel bekritiseerde Myanmarese parlementsverkiezingen.

### 10 november
- In Jordanië winnen aan de koning loyale partijen de door de islamisten geboycotte parlementsverkiezingen.

### 12 november
- In het Chinese Guangzhou beginnen de 16e Aziatische Spelen, waarbij 9.704 atleten uit 45 landen en territoria deelnemen in 476 disciplines, verspreid over 42 sporten.

### 13 november
- Landelijke intocht van Sinterklaas in Nederland. De aankomst is in Harderwijk.
- De Myanmarese oppositieleidster Aung San Suu Kyi wordt vrijgelaten nadat ze het overgrote deel van de afgelopen 20 jaar in huisarrest heeft gezeten.

### 14 november

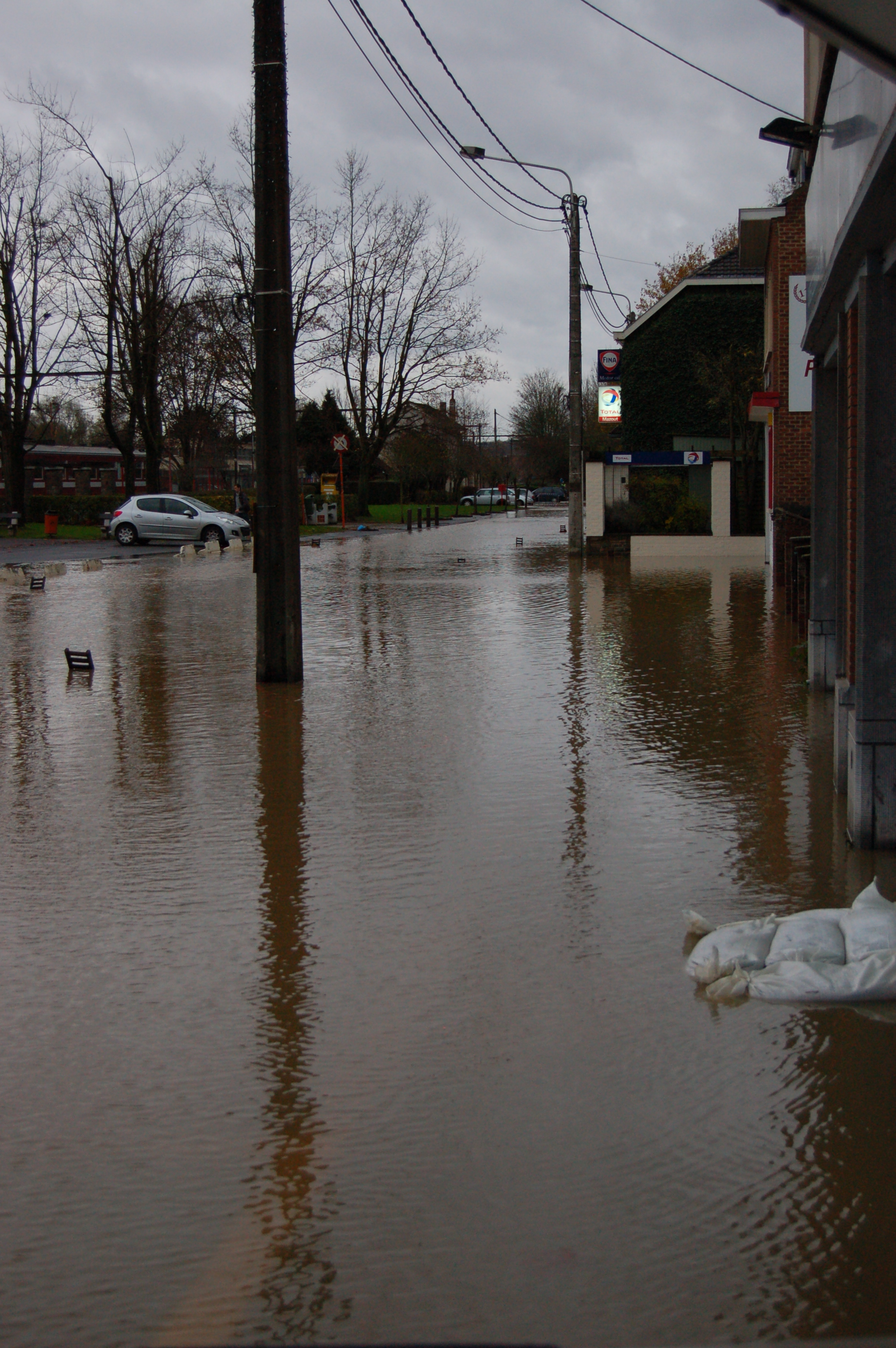
overstromingen in Limal (Waals-Brabant)

- Door hevige regenval zijn er in België grote overstromingen. Gemeenten langs het Kanaal Charleroi-Brussel en de Dender kregen de grootste ellende over zich heen. Er vallen vier doden. Zie verder: Overstromingen in België 2010

### 15 november
- In de Chinese stad Shanghai komen meer dan 50 mensen om het leven bij een brand in een flatgebouw.
- Na het besluit van de nieuwe Nederlandse regering terug te komen op eerdere afspraken van de vorige om het rekeningrijden samen met Vlaanderen in te voeren, bereiken de ministers-presidenten van Vlaanderen, Wallonië en Brussel een principieel akkoord om het rekeningrijden samen met het wegenvignet in te voeren in 2013.
- Alpha Condé wint de meermaals uitgestelde tweede ronde van de presidentsverkiezingen in Guinee van voormalig premier Cellou Dalein Diallo (UFDG). Condé, lid van de RPG, vertegenwoordigt de Mandinka en voert al decennialang oppositie tegen de opeenvolgende regimes in zijn land.

### 16 november
- Onderhandelingen tussen het Europees Parlement en de lidstaten over de Begroting van de Europese Unie over 2011 lopen vast op de wens van het parlement in ruil voor een beperking van de budgetstijging meer inspraak op de langjarige begroting te krijgen.

### 17 november
- Op het CERN in Genève slaagt men er voor het eerst in atomen van antimaterie vast te houden zodat er niet direct annihilatie plaatsvindt.

### 18 november
- De film Harry Potter en de Relieken van de Dood deel 1 komt uit in Nederland.
- Bij parlementsverkiezingen op de Cookeilanden lijdt de Democratische Partij van aftredend premier Jim Marurai een zware nederlaag. De nationalistische oppositie van de CIP, die voor meer onafhankelijkheid van Nieuw-Zeeland ijvert, behaalt 15 van de 24 zetels in het parlement.

### 19 november
- Door een brand in het railverkeersleidingscentrum van ProRail is gedurende 24 uur alle treinverkeer naar het station Utrecht Centraal onmogelijk.

### 20 november
- Armenië wint de 8e editie van het Junior Eurovisiesongfestival met het nummer Mama. België wordt zevende en Nederland negende.
- In Rome creëert paus Benedictus XVI tijdens een consistorie 24 nieuwe kardinalen.

### 21 november
- Op Madagaskar keurt de bevolking bij een referendum een nieuwe grondwet goed, die voorziet in het aanblijven van de president van de Hoge Overgangsautoriteit van Madagaskar, Andry Rajoelina, tot de volgende presidentsverkiezingen. Op referendumdag ondernemen militairen een vergeefse couppoging.

### 22 november
- Bij de viering van het waterfestival Bon Om Thook in de Cambodjaanse hoofdstad Phnom Penh breekt op een brug paniek uit, met 347 doden en honderden gewonden tot gevolg.

### 23 november
- Vanuit Noord-Korea worden granaten afgeschoten op het Zuid-Koreaanse eiland Yeonpyeong in de Gele Zee, waarbij tientallen gewonden zijn gevallen. Zie verder: Granaataanval op Yeonpyeong.

### 24 november
- De landen van de Eurozone stemmen toe in een reddingspakket voor Ierland vanuit de Europese Investeringsbank als antwoord op de financiële crisis in dat land.

### 25 november
- Oppositiepartij FIDP, die strijdt voor meer democratie en minder invloed van het koningshuis, wint 12 van de 17 te verdelen zetels bij parlementsverkiezingen op Tonga. De overige vijf zetels worden gewonnen door onafhankelijken.

### 26 november
- Aftredend president Blaise Compaoré van de socialistische CDP wint de presidentsverkiezingen in Burkina Faso met 81% van de stemmen, dat is meer dan bij de vorige stembusgang in 2006. Voormalig Buitenlandminister Harma Arba Diallo wordt tweede met 8,2% van de stemmen.

### 27 november
- Bij de Nederlandse judokampioenschappen (vrouwen) in het Topsportcentrum Rotterdam gaan de titels naar Birgit Ente (–48 kg), Kitty Bravik (–52 kg), Juul Franssen (–57 kg), Anicka van Emden (–63 kg), Kim Polling (–70 kg), Marhinde Verkerk (–78 kg) en Janine Penders (+78 kg).

### 28 november
- De centrumlinkse PSC van president José Montilla lijdt een zware nederlaag bij parlementsverkiezingen in de Spaanse autonome regio Catalonië. De nationalisten van de CiU winnen fors en behalen net geen absolute meerderheid in het parlement.
- WikiLeaks publiceert de eerste van in totaal 250.000 vertrouwelijke documenten van de Amerikaanse diplomatieke dienst.
- 53% van de Zwitsers stemt tijdens een referendum in met het voorstel om alle allochtonen die veroordeeld zijn voor zwaardere criminele feiten het land uit te zetten. De conservatieve Zwitserse Volkspartij raakte aan meer dan het dubbele van het aantal handtekeningen dat vereist was om het referendum te mogen organiseren.
- Een Iljoesjin Il-76 van de Georgische cargomaatschappij Sun Way, die onderweg was naar de Soedanese hoofdstad Khartoem, stort vlak na het opstijgen neer in Karachi; de acht bemanningsleden plus drie personen op de grond komen daarbij om het leven.

### 29 november
- De drukste avondspits ooit in Nederland; een totale filelengte van 884 kilometer.

### 30 november
- In Moldavië haalt de prowesterse liberale alliantie met de PLDM van premier Vlad Filat een absolute meerderheid bij de parlementsverkiezingen. Toch komt zij nog twee zetels te kort om een president uit haar rangen te kunnen verkiezen. Het land heeft al 15 maanden geen verkozen president meer.

## Overleden
<< · januari · februari · maart · april · mei · juni · juli · augustus · september · oktober · november · december · >>